# Лисоводи
Лисоводи (пол. Łysowody) — село в Польщі, у гміні Цьмелюв Островецького повіту Свентокшиського воєводства.
Населення — 25 осіб (2011).
У 1975-1998 роках село належало до Тарнобжезького воєводства.

## Демографія
Демографічна структура на день 31 березня 2011 року:
|          | Загалом | Допрацездатний вік | Працездатний вік | Постпрацездатний вік |
| -------- | ------- | ------------------ | ---------------- | -------------------- |
| Чоловіки | 16      | 3                  | 11               | 2                    |
| Жінки    | 9       | 2                  | 5                | 2                    |
| Разом    | 25      | 5                  | 16               | 4                    |